# Margaretha van Brieg
Margaretha van Brieg (1342-Den Haag, 1386) was een dochter van Lodewijk I van Brieg en zijn vrouw Agnes van Glogau (ook wel Agnes van Sagan genoemd). Ze was hertogin-gemalin van Beieren-Straubing, gravin van Henegouwen en gravin van Holland en Zeeland door haar huwelijk met Albrecht van Beieren.

## Familie
Margaretha was de oudste van zes kinderen. Haar broer was Hendrik VII van Brieg en haar zus Hedwig was getrouwd met hertog Jan II van Auschwitz.
Margaretha's grootouders van moederskant waren Hendrik IV de Trouwe en Mathilde van Brandenburg, dochter van koning markgraaf Herman van Brandenburg en Anna van Habsburg.
Haar grootouders van vaderskant waren Bolesław III de Verkwister en diens eerste vrouw Margaretha van Bohemen, dochter van Wenceslaus II van Bohemen en Judith van Habsburg.

## Huwelijk en kinderen
Margaretha werd op jeugdige leeftijd uitgehuwelijkt aan Albrecht van Beieren. Ze trouwden in Passau na 19 juli 1353.
Hoewel Albert diverse minnaressen had, kreeg het echtpaar toch zeven kinderen. Alle kinderen bereikten de volwassen leeftijd. Margaretha en Albrecht kregen de volgende kinderen:
- Johanna van Beieren (1356 - 31 december 1386), huwde in 1376 (1370?) met koning Wenceslaus van Bohemen
- Catharina (30 mei 1361 - Hattem, 11 november 1400), die in 1371 huwde met Eduard van Gelre (sneuvelde nog datzelfde jaar) en op 18 september 1379 huwde met hertog Willem III van Gulik
- Margaretha van Beieren (1363 - Dijon, 23 januari 1423), gehuwd in 1385 met Jan zonder Vrees[1], zoon van Filips de Stoute
- Willem VI (5 mei 1364 - 1417),[1] gehuwd met Margaretha van Bourgondië, dochter van Filips de Stoute
- Albrecht II van Beieren (1368 - 21 januari 1397)
- Johanna (München, 1373 - Wenen, 15 november 1410), gehuwd met aartshertog Albrecht IV van Oostenrijk
- Jan van Beieren (1374 - Den Haag, 5 januari 1425), bisschop-elect van Luik[1]

## Overlijden

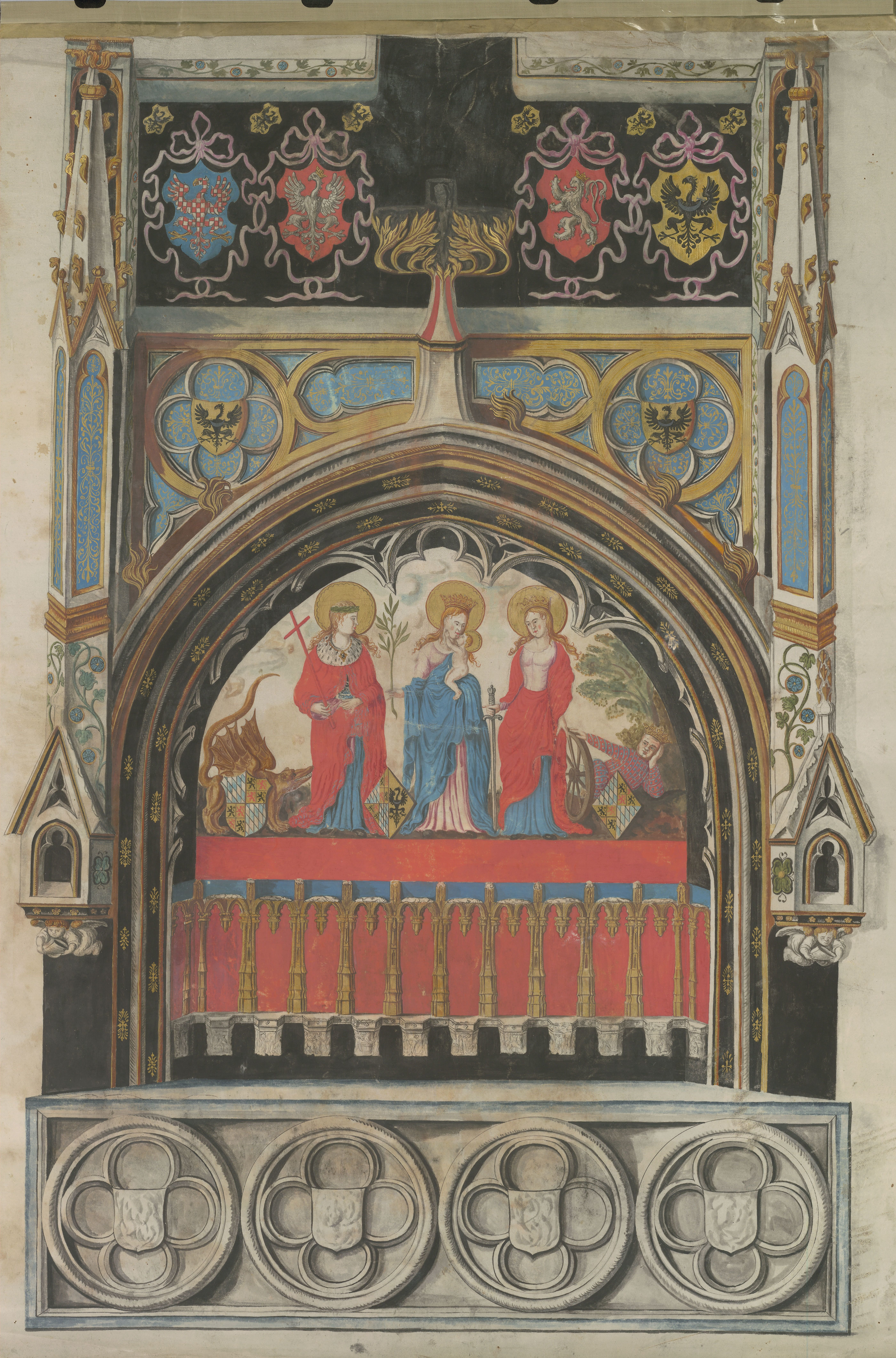
Tekening van de graftombe van Margaretha van Brieg (1342-1386)

Margaretha stierf in 1386, ongeveer 44 jaar oud. Ze liet haar man als weduwnaar achter. Volgens de kroniek van Johannes de Beke overleed zij in Den Haag en werd zij aldaar begraven in de Hofkapel naast het hoogaltaar. Van het graf is niets meer over.